# Single numer jeden w roku 1980 (Japonia)
Notowanie Weekly Singles Chart (jap. 週間シングルチャート Shūkan Shinguru Chāto) przedstawia najlepiej sprzedające się single w Japonii. Publikowane jest ono przez magazyn Oricon Style, a dane kompletowane są przez Oricon w oparciu o cotygodniowe wyniki sprzedaży fizycznej singli. Poniżej znajdują się tabele prezentujące najpopularniejsze single w danych tygodniach w roku 1980.

## Oricon Weekly Singles Chart
| Data            | Utwór                                                 | Wykonawca          | Źródło |
| --------------- | ----------------------------------------------------- | ------------------ | ------ |
| 7 stycznia      | „Ihōjin” (jap. 異邦人)                                | Sayuri Kume        | [ 1 ]  |
| 14 stycznia     | „Ihōjin” (jap. 異邦人)                                | Sayuri Kume        | [ 1 ]  |
| 21 stycznia     | „Ihōjin” (jap. 異邦人)                                | Sayuri Kume        | [ 1 ]  |
| 28 stycznia     | „Daitokai” (jap. 大都会)                              | Crystal King       | [ 1 ]  |
| 4 lutego        | „Daitokai” (jap. 大都会)                              | Crystal King       | [ 1 ]  |
| 11 lutego       | „Daitokai” (jap. 大都会)                              | Crystal King       | [ 1 ]  |
| 18 lutego       | „Daitokai” (jap. 大都会)                              | Crystal King       | [ 1 ]  |
| 25 lutego       | „Daitokai” (jap. 大都会)                              | Crystal King       | [ 1 ]  |
| 3 marca         | „Daitokai” (jap. 大都会)                              | Crystal King       | [ 1 ]  |
| 10 marca        | „Okuru kotoba” (jap. 贈る言葉)                        | Kaientai           | [ 1 ]  |
| 17 marca        | „Okuru kotoba” (jap. 贈る言葉)                        | Kaientai           | [ 1 ]  |
| 24 marca        | „Okuru kotoba” (jap. 贈る言葉)                        | Kaientai           | [ 1 ]  |
| 31 marca        | „Okuru kotoba” (jap. 贈る言葉)                        | Kaientai           | [ 1 ]  |
| 7 kwietnia      | „Okuru kotoba” (jap. 贈る言葉)                        | Kaientai           | [ 1 ]  |
| 14 kwietnia     | „Okuru kotoba” (jap. 贈る言葉)                        | Kaientai           | [ 1 ]  |
| 21 kwietnia     | „Runaway” (jap. ランナウェイ)                         | Chanels            | [ 1 ]  |
| 28 kwietnia     | „Runaway” (jap. ランナウェイ)                         | Chanels            | [ 1 ]  |
| 5 maja          | „Runaway” (jap. ランナウェイ)                         | Chanels            | [ 1 ]  |
| 12 maja         | „Runaway” (jap. ランナウェイ)                         | Chanels            | [ 1 ]  |
| 19 maja         | „Runaway” (jap. ランナウェイ)                         | Chanels            | [ 1 ]  |
| 26 maja         | „Runaway” (jap. ランナウェイ)                         | Chanels            | [ 1 ]  |
| 2 czerwca       | „Runaway” (jap. ランナウェイ)                         | Chanels            | [ 1 ]  |
| 9 czerwca       | „Dancing All Night” (jap. ダンシング・オールナイト)   | Monta & Brothers   | [ 1 ]  |
| 16 czerwca      | „Dancing All Night” (jap. ダンシング・オールナイト)   | Monta & Brothers   | [ 1 ]  |
| 23 czerwca      | „Dancing All Night” (jap. ダンシング・オールナイト)   | Monta & Brothers   | [ 1 ]  |
| 30 czerwca      | „Dancing All Night” (jap. ダンシング・オールナイト)   | Monta & Brothers   | [ 1 ]  |
| 7 lipca         | „Dancing All Night” (jap. ダンシング・オールナイト)   | Monta & Brothers   | [ 1 ]  |
| 14 lipca        | „Dancing All Night” (jap. ダンシング・オールナイト)   | Monta & Brothers   | [ 1 ]  |
| 21 lipca        | „Dancing All Night” (jap. ダンシング・オールナイト)   | Monta & Brothers   | [ 1 ]  |
| 28 lipca        | „Dancing All Night” (jap. ダンシング・オールナイト)   | Monta & Brothers   | [ 1 ]  |
| 4 sierpnia      | „Dancing All Night” (jap. ダンシング・オールナイト)   | Monta & Brothers   | [ 1 ]  |
| 11 sierpnia     | „Dancing All Night” (jap. ダンシング・オールナイト)   | Monta & Brothers   | [ 1 ]  |
| 18 sierpnia     | „Junko/Namida no Serenade” (jap. 順子/涙のセレナーデ) | Tsuyoshi Nagabuchi | [ 1 ]  |
| 25 sierpnia     | „Junko/Namida no Serenade” (jap. 順子/涙のセレナーデ) | Tsuyoshi Nagabuchi | [ 1 ]  |
| 1 września      | „Junko/Namida no Serenade” (jap. 順子/涙のセレナーデ) | Tsuyoshi Nagabuchi | [ 1 ]  |
| 8 września      | „Junko/Namida no Serenade” (jap. 順子/涙のセレナーデ) | Tsuyoshi Nagabuchi | [ 1 ]  |
| 15 września     | „Junko/Namida no Serenade” (jap. 順子/涙のセレナーデ) | Tsuyoshi Nagabuchi | [ 1 ]  |
| 22 września     | „Junko/Namida no Serenade” (jap. 順子/涙のセレナーデ) | Tsuyoshi Nagabuchi | [ 1 ]  |
| 29 września     | „Hatto shite! Good” (jap. ハッとして!Good)            | Toshihiko Tahara   | [ 1 ]  |
| 6 października  | „Hatto shite! Good” (jap. ハッとして!Good)            | Toshihiko Tahara   | [ 1 ]  |
| 13 października | „Kaze wa aki iro/Eighteen” (jap. 風は秋色/Eighteen)   | Seiko Matsuda      | [ 1 ]  |
| 20 października | „Kaze wa aki iro/Eighteen” (jap. 風は秋色/Eighteen)   | Seiko Matsuda      | [ 1 ]  |
| 27 października | „Kaze wa aki iro/Eighteen” (jap. 風は秋色/Eighteen)   | Seiko Matsuda      | [ 1 ]  |
| 3 listopada     | „Kaze wa aki iro/Eighteen” (jap. 風は秋色/Eighteen)   | Seiko Matsuda      | [ 1 ]  |
| 10 listopada    | „Kaze wa aki iro/Eighteen” (jap. 風は秋色/Eighteen)   | Seiko Matsuda      | [ 1 ]  |
| 17 listopada    | „Dancing Sister” (jap. ダンシング・シスター)          | The Nolans         | [ 1 ]  |
| 24 listopada    | „Dancing Sister” (jap. ダンシング・シスター)          | The Nolans         | [ 1 ]  |
| 1 grudnia       | „Koibito yo” (jap. 恋人よ)                            | Mayumi Itsuwa      | [ 1 ]  |
| 8 grudnia       | „Koibito yo” (jap. 恋人よ)                            | Mayumi Itsuwa      | [ 1 ]  |
| 15 grudnia      | „Koibito yo” (jap. 恋人よ)                            | Mayumi Itsuwa      | [ 1 ]  |
| 22 grudnia      | „Sneaker Blues” (jap. スニーカーぶる〜す)             | Masahiko Kondō     | [ 1 ]  |
| 29 grudnia      | „Sneaker Blues” (jap. スニーカーぶる〜す)             | Masahiko Kondō     | [ 1 ]  |